# جوناثان تان
جوناثان تان (13 ديسمبر 1995 - ) هو لاعب كرة قدم سنغافوري في مركز جناح ‏. لعب مع نادي غيلانغ إنترناشونال ويانج لايونز.

## وصلات خارجية
- جوناثان تان على موقع Soccerway.com (الإنجليزية)
- جوناثان تان على موقع أوليمبيديا (الإنجليزية)